# Ergalatax
Ergalatax is een geslacht van weekdieren uit de klasse van de Gastropoda (slakken).

## Soorten
- Ergalatax contracta (Reeve, 1846)
- Ergalatax crassulnata (Hedley, 1915)
- Ergalatax dattilioi Houart, 1998
- Ergalatax heptagonalis (Reeve, 1846)
- Ergalatax junionae Houart, 2008
- Ergalatax martensi (Schepman, 1892)
- Ergalatax pauper (Watson, 1883)
- Ergalatax tokugawai Kuroda & Habe, 1971
- Ergalatax zebra Houart, 1995